# SDSS J135429.05+132757.2
SDSS J135429.05+132757.2 ou J1354 est une galaxie active de Seyfert type 2, située à 267 ± 12 Mpc (∼871 millions d'al) de la Terre, dans la constellation du Bouvier. Elle a suscité l'intérêt des astronomes après qu'une équipe de l'université Harvard l'ait observée avec le télescope spatial Chandra. À la suite de l'observation, les astronomes ont détecté un trou noir supermassif en phase de croissance, expulsant des bouffées de rayons X deux fois à la suite. 

## Trou noir supermassif
En utilisant les données de plusieurs télescopes, dont l'observatoire à rayons X Chandra de la NASA, les astronomes ont détecté un trou noir supermassif consumant du gaz puis "rotant" de la matière, détectée sous la forme de bouffées de rayons X. Le trou noir lui a détecté sous la forme d'une source brillante et ponctuelle de rayons X provenant du centre de la galaxie J1354, un signe révélateur de la présence d'un trou noir supermassif des millions ou des milliards de fois plus massif que notre Soleil. 
Les rayons X sont produits par un gaz chauffé à des millions de kelvins par les énormes forces gravitationnelles et magnétiques près du trou noir. Une partie de ce gaz tombera dans le trou noir, tandis qu'une partie sera expulsée dans un puissant jet relativiste, si l'un des deux jets est orienté vers la Terre, il peut produire de flash de rayons X et gamma ce qui semble être le cas pour l'objet central de J1354. Les données de rayons X fournissent également la preuve que le trou noir supermassif est noyé dans un épais voile de poussière et de gaz.
La matière que le trou noir consume était condensée en deux nuages géants, et lorsque le trou noir a absorbé les deux objets, deux jets relativistes se sont formés au pôle du trou noir créant ainsi l'effet d'un "éructement", les événements s'étant produits à ~100 000 ans d’intervalle. Il est très probable que les deux nuages de gaz proviennent d'une galaxie compagne qui est entrée en collision avec J1354 dans le passé.
L'équipe a utilisé des données optiques du télescope spatial Hubble, celles du télescope secondaire de l'observatoire W. M. Keck et celles du télescope primaire de l'observatoire d'Apache Point pour montrer que des électrons avaient été extraits d'atomes dans un cône de gaz s'étendant à environ 30 000 années-lumière au sud du centre de la galaxie. Ce décapage a probablement été causé par une rafale de rayonnement provenant du voisinage du trou noir, lors des phases de croissance,.